# 関山貝塚
座標: 北緯35度59分23.9秒 東経139度38分47.3秒 / 北緯35.989972度 東経139.646472度

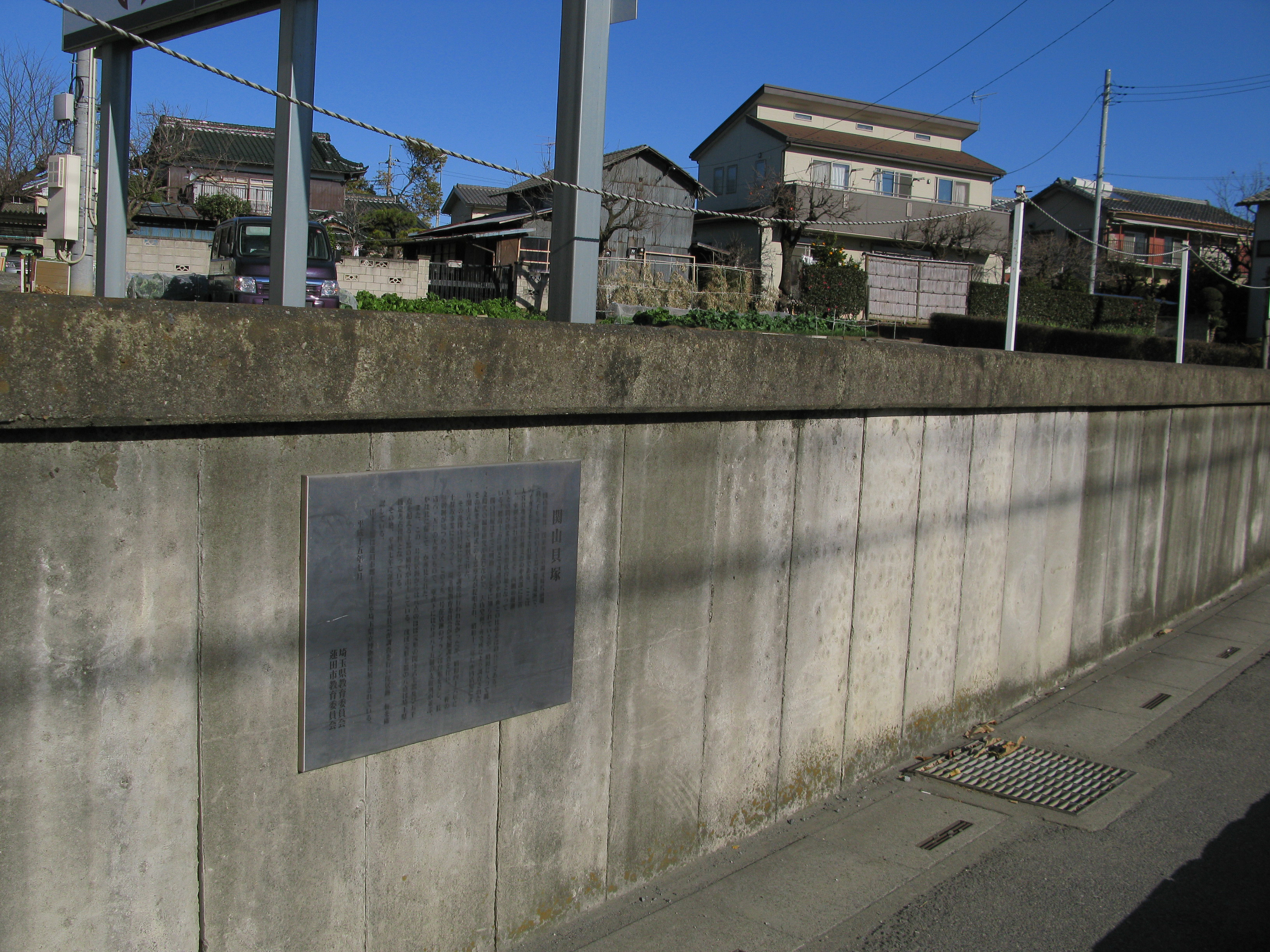
関山貝塚の説明板（2011年12月）

関山貝塚（せきやまかいづか）は、埼玉県蓮田市関山一丁目周辺に所在する縄文時代前期、約6500年前の貝塚で、関東地方の縄文前期の土器型式関山式の標式遺跡である。

## 概要
綾瀬川左岸の台地の南西縁、標高15 mの地点に立地し、現在の水田面との比高差は8 mである。発掘調査によって出土した貝類は、ハイガイが77.4%、ヤマトシジミが15.7%を占める。貝層のなかからは、獣骨、鳥骨、魚骨、クルミなども出土している。関山I式土器の一括資料は、埼玉県の指定文化財になっている。
関山貝塚は、明治時代より知られており、1928年（昭和3年）、大山史前学研究所が発掘調査し、出土した土器を「蓮田式」として位置づけて以来注目されるようになった。その後、1938年（昭和13年）に山内清男によって、「蓮田式」が細分化され関山式が提唱されるなど学史上著名な遺跡である。1989年（平成元年）の調査では地点貝塚が6カ所確認されている。
関山貝塚は現在、埼玉県選定重要遺跡になっている。

## 学史上の初出文献
大山柏・宮坂光次・池上啓介「東京湾に注ぐ主要渓谷の貝塚に於ける縄文式石器時代の編年学的研究予報1」『史前学雑誌』3-6、1933年（昭和8年）